# Roger Hanoune
Roger Hanoune est un historien et archéologue français.

## Biographie
Roger Hanoune est maître de conférences émérite en archéologie et arts de l'Université Lille-III.

## Publications
- Les Ruines de Bulla Regia, 1977, en collaboration avec Azedine Beschaouch et Yvon Thébert
- Nos ancêtres les Romains, 1995, en collaboration avec John Scheid
- Guide archéologique de Rome, 1994 (et 1998), traduction d'après Filippo Coarelli